# Accord de libre-échange entre les États-Unis et Singapour
L'accord de libre-échange entre les États-Unis et Singapour est un accord de libre-échange signé le 6 mai 2003 entre les États-Unis et Singapour. Il entre en application le 1er janvier 2004. L'accord réduit les droits de douane entre les deux pays, mais ceux-ci étaient déjà peu élevés. La mesure la plus importante de l'accord est l'ouverture aux entreprises des deux pays du secteur des services notamment des services financiers.
En décembre 2020, les États-Unis et Singapour signent un accord de coopération sur les investissements.